# 巧楔形蛤
巧楔形蛤（学名：Sunetta concinna），又名花紋碟文蛤，是帘蛤目帘蛤科的一种。

## 分佈
主要分布于越南、中国大陆、台湾，常栖息在潮间带至潮下带至52米深沙质浅海。